# John Russell Hind
| 7 Iris       | 13 august 1847     |
| 8 Flora      | 18 octombrie 1847  |
| 12 Victoria  | 13 septembrie 1850 |
| 14 Irene     | 19 mai 1851        |
| 18 Melpomene | 24 iunie 1852      |
| 19 Fortuna   | 22 august 1852     |
| 22 Kalliope  | 16 noiembrie 1852  |
| 23 Thalia    | 15 decembrie 1852  |
| 27 Euterpe   | 8 noiembrie 1853   |
| 30 Urania    | 22 iulie 1854      |

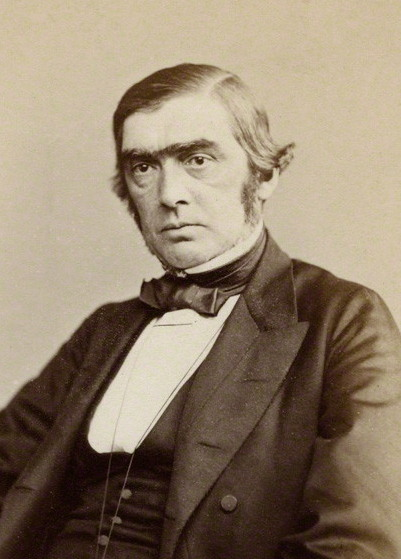
John Russell Hind cca. anii 1860

John Russell Hind FRS (12 mai 1823, Nottingham – d. 23 decembrie 1895, Twickenham, Londra) a fost un astronom englez. A descoperit 10 asteroizi (vezi tabelul din dreapta).
Craterul Hind de pe Lună, asteroidul 1897 Hind și cometele C/1847 C1 (Hind) și C/1846 O1 (de Vico-Hind) toate îi poartă numele. A primit medalia de aur a Societății Regale de Astronomie în 1853 (Gold Medal of the Royal Astronomical Society).